# Archosaurus
Archosaurus (wat 'heersende hagedis' betekent) is een geslacht van uitgestorven carnivore proterosuchide reptielen en is een van de vroegst bekende archosauriformen. Het type en enige soort is Archosaurus rossicus, bekend van verschillende fragmentarische exemplaren die cumulatief delen van de schedel en halswervels vertegenwoordigen. Het zou drie meter lang zijn geweest als het volgroeid was. Archosaurus behoorde tot de groep van de Proterosuchidae, de groep waar de bekendere Proterosuchus uit het Vroeg-Trias ook toe behoorde. Het is een van de oudst bekende archosauriërs. Hij leefde in het Laat-Perm van Rusland en Polen. Net als sommige soorten zoogdierachtige reptielen overleefde de groep van Archosaurus, Proterosuchus en verwanten de Perm-Trias uitsterving. Archosaurus was nauw verwant aan Chasmatosaurus en Proterosuchus.

## Beschrijving
Toen Archosaurus voor het eerst werd beschreven in 1960, werd het beschouwd als de oudst bekende archosauriër en een naaste verwant van Proterosuchus uit het Vroeg-Trias. Archosauria wordt in moderne termen echter beschouwd als een meer beperkte groep waar Archosaurus buiten ligt. De klassieke definitie van archosauriër die werd gebruikt vóór het wijdverbreide gebruik van cladistiek is nu ongeveer gelijk aan de clade Archosauriformes. Archosaurus wordt nog steeds beschouwd als de oudste onbetwiste archosauriform, evenals een van de weinige geldige leden van de familie Proterosuchidae.